# Gone, Baby, Gone
Gone, Baby, Gone (v anglickém originále Gone Baby Gone) je americký kriminální film z roku 2007. Režisérem filmu je Ben Affleck. Hlavní role ztvárnili Casey Affleck, Michelle Monaghan, Morgan Freeman, Ed Harris a John Ashton. Film měl světovou premiéru dne 19. října 2007 a získal pozitivní recenze od kritiků. Celosvětově vydělal 34,6 milionů dolarů. Amy Ryan byla za svou roli v tomto filmu nominována na Oscara, Zlatý glóbus a SAG Award.

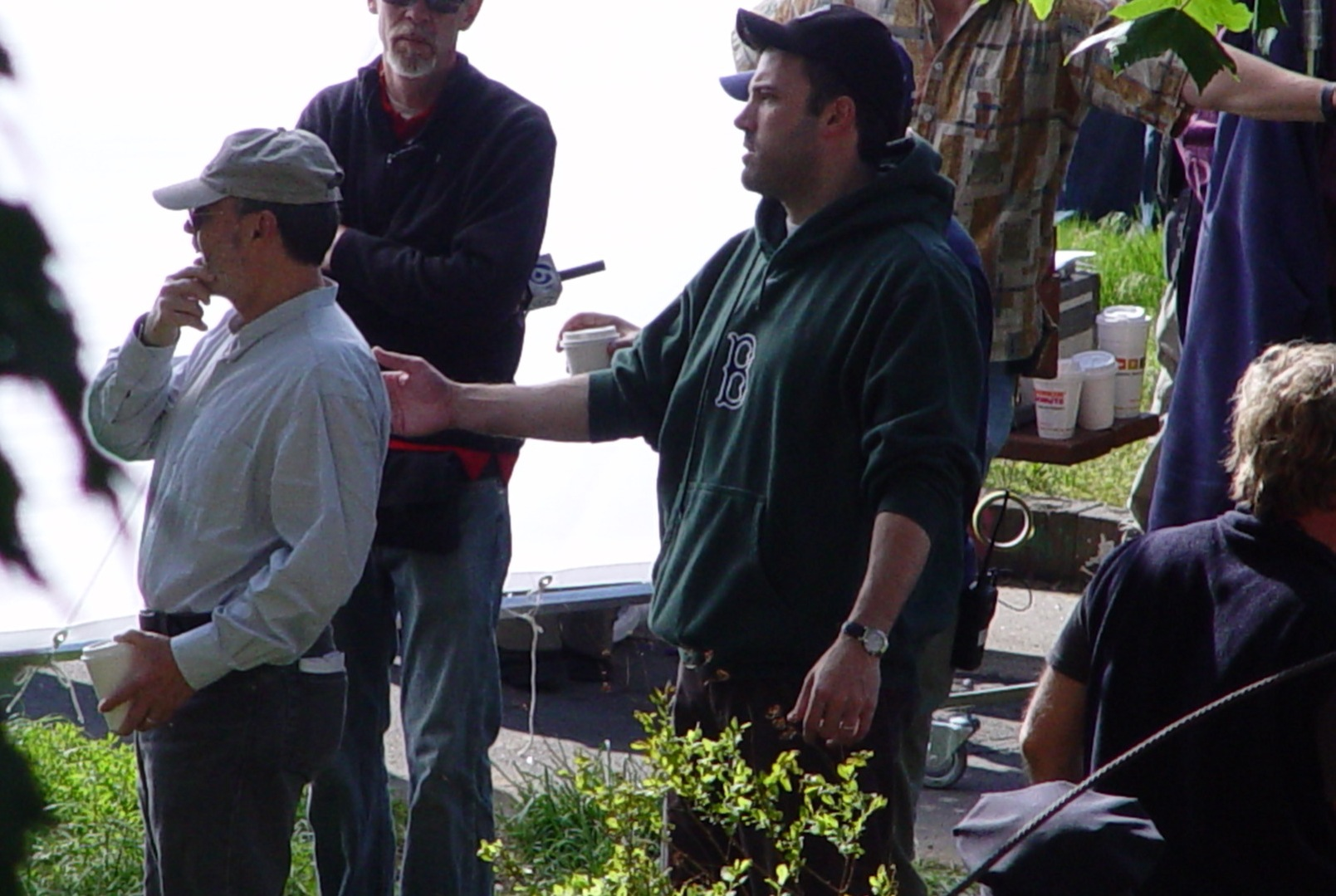
Ben Affleck při režírování film v Meaney Park v Dorchesteru.

## Obsazení
| Casey Affleck       | Patrick Kenzie         |
| Michelle Monaghan   | Angie Gennaro          |
| Morgan Freeman      | kapitán Jack Doyle     |
| Ed Harris           | detektiv Remy Bressant |
| John Ashton         | detektiv Nick Poole    |
| Amy Ryan            | Helene McCready        |
| Madeline O’Brien    | Amanda McCready        |
| Amy Madigan         | Beatrice McCready      |
| Titus Welliver      | Lionel McCready        |
| Edi Gathegi         | Cheese                 |
| Mark Margolis       | Leon Trett             |
| Michael K. Williams | Devin                  |
| Jill Quigg          | Dottie                 |

## Přijetí

### Tržby
Film vydělal 20,3 milionů dolarů v Severní Americe a 14,3 milionů dolarů v ostatních oblastech, celkově tak vydělal přes 34,6 milionů dolarů po celém světě. Rozpočet filmu činil 19 milionů dolarů. V Severní Americe měl premiéru 19. října 2007. Za první víkend vydělal 5 milionů dolarů.

### Recenze
Film získal pozitivní recenze od kritiků a diváků. Na recenzní stránce Rotten Tomatoes získal ze 173 započtených recenzí 94 procent. Na serveru Metacritic snímek získal z 34 recenzí 72 bodů ze sta. Na Česko-Slovenské filmové databázi si snímek drží 83 procent.

### Nominace o ocenění
| Ocenění                                        | Kategorie                                      | Nominovaný       | Výsledek  |
| ---------------------------------------------- | ---------------------------------------------- | ---------------- | --------- |
| Oscar                                          | Nejlepší ženský herecký výkon ve vedlejší roli | Amy Ryan         | nominace  |
| Alliance of Women Film Journalists Association | Nejlepší ženský herecký výkon ve vedlejší roli | Amy Ryan         | vítězství |
| Austin Film Critics Association                | Nejlepší první film                            | Ben Affleck      | vítězství |
| Boston Society of Film Critics                 | Nejlepší nový filmař                           | Ben Affleck      | vítězství |
| Boston Society of Film Critics                 | Nejlepší ženský herecký výkon ve vedlejší roli | Amy Ryan         | vítězství |
| Boston Society of Film Critics                 | Nejlepší obsazení                              | Gone, Baby, Gone | nominace  |
| Critics' Choice Movie Awards                   | Nejlepší ženský herecký výkon ve vedlejší roli | Amy Ryan         | vítězství |
| Chicago Film Critics Association               | Nejlepší ženský herecký výkon ve vedlejší roli | Amy Ryan         | nominace  |
| Chicago Film Critics Association               | Nejslibnější filmař                            | Ben Affleck      | vítězství |
| Dallas-Fort Worth Film Critics Association     | Nejlepší ženský herecký výkon ve vedlejší roli | Amy Ryan         | nominace  |
| Detroit Film Critics Society                   | Nejlepší ženský herecký výkon ve vedlejší roli | Amy Ryan         | nominace  |
| Florida Film Critics Circle                    | Nejlepší ženský herecký výkon ve vedlejší roli | Amy Ryan         | vítězství |
| Zlatý glóbus                                   | Nejlepší ženský herecký výkon ve vedlejší roli | Amy Ryan         | nominace  |
| Hollywood Film Festival Award                  | Objev roku – režisér                           | Ben Affleck      | vítězství |
| Houston Film Critics Association               | Nejlepší ženský herecký výkon ve vedlejší roli | Amy Ryan         | vítězství |
| Houston Film Critics Society                   | Nejlepší mužský herecký výkon v hlavní roli    | Casey Affleck    | nominace  |
| Irish Film & Television Award                  | Nejlepší mezinárodní herec                     | Casey Affleck    | nominace  |
| Los Angeles Film Critics Association           | Nejlepší ženský herecký výkon ve vedlejší roli | Amy Ryan         | vítězství |
| National Board of Review                       | Nejlepší ženský herecký výkon ve vedlejší roli | Amy Ryan         | vítězství |
| National Board of Review                       | Nejlepší režisérský debut                      | Ben Affleck      | vítězství |
| Národní společnost filmových kritiků           | Nejlepší ženský herecký výkon ve vedlejší roli | Amy Ryan         | nominace  |
| New York Film Critics Circle                   | Nejlepší ženský herecký výkon ve vedlejší roli | Amy Ryan         | vítězství |
| Oklahoma Film Critics Circle                   | Nejlepší ženský herecký výkon ve vedlejší roli | Amy Ryan         | vítězství |
| Oklahoma Film Critics Circle                   | Nejlepší film                                  | Ben Affleck      | vítězství |
| Online Film Critics Association                | Nejlepší ženský herecký výkon ve vedlejší roli | Amy Ryan         | nominace  |
| Online Film Critics Society                    | Objev roku – filmař                            | Ben Affleck      | nominace  |
| Online Film Critics Society                    | Nejlepší ženský herecký výkon ve vedlejší roli | Amy Ryan         | vítězství |
| Phoenix Film Critics Society                   | Nejlepší ženský herecký výkon ve vedlejší roli | Amy Ryan         | vítězství |
| Prism Award                                    | Best Performance in a Feature Film             | Casey Affleck    | vítězství |
| San Diego Film Critics Circle                  | Nejlepší ženský herecký výkon ve vedlejší roli | Amy Ryan         | vítězství |
| San Francisco Film Critics Circle              | Nejlepší ženský herecký výkon ve vedlejší roli | Amy Ryan         | vítězství |
| Satellite Award                                | Nejlepší ženský herecký výkon ve vedlejší roli | Amy Ryan         | vítězství |
| Screen Actors Guild Award                      | Nejlepší ženský herecký výkon ve vedlejší roli | Amy Ryan         | nominace  |
| Southeastern Film Critics Association          | Nejlepší ženský herecký výkon ve vedlejší roli | Amy Ryan         | vítězství |
| St. Louis Film Critics Association             | Nejlepší ženský herecký výkon ve vedlejší roli | Amy Ryan         | vítězství |
| Toronto Film Critics Association               | Nejlepší ženský herecký výkon ve vedlejší roli | Amy Ryan         | nominace  |
| Utah Film Critics Association                  | Nejlepší ženský herecký výkon ve vedlejší roli | Amy Ryan         | vítězství |
| Washington D.C. Area Film Critics Association  | Nejlepší ženský herecký výkon ve vedlejší roli | Amy Ryan         | vítězství |